# Chilacis typhae
Chilacis typhae är en insektsart som först beskrevs av Jean Pierre Omer Anne Édouard Perris 1857. Enligt Catalogue of Life ingår Chilacis typhae i släktet Chilacis och familjen Artheneidae, men enligt Dyntaxa är tillhörigheten istället släktet Chilacis och familjen fröskinnbaggar. Arten är reproducerande i Sverige. Inga underarter finns listade i Catalogue of Life.